# Dariusz Lewandowski (generał)
 Dariusz Stanisław Lewandowski (ur. 25 sierpnia 1968 w Jedwabnem) – generał brygady Wojska Polskiego; dowódca 34 Brygady Kawalerii Pancernej (2017–2019); dowódca 21 Brygady Strzelców Podhalańskich (2019–2022).

## Życiorys
Dariusz Lewandowski urodził się 25 sierpnia 1968 w Jedwabnem.

### Wykształcenie
Absolwent Wyższej Szkoły Oficerskiej Wojsk Pancernych w Poznaniu (1990); Wyższego Kursu Doskonalenia Oficerów dowódców batalionów we Wrocławiu (1997), Akademii Obrony Narodowej w Warszawie (2001). Ukończył w AON podyplomowe studia operacyjno-strategiczne (2007) oraz podyplomowe studia polityki obronnej (2015).

### Przebieg służby wojskowej
We wrześniu 1986 podjął studia wojskowe jako podchorąży w Wyższej Szkole Oficerskiej Wojsk Pancernych, które ukończył w 1990 uzyskując dyplom inżyniera – dowódcy. W sierpniu tego roku był promowany na pierwszy stopień oficerski – podporucznika. W październiku 1990 rozpoczął zawodową służbę wojskową na stanowisku dowódcy plutonu, a następnie dowódcy kompanii w 2 pułku zmechanizowanym w Giżycku. W latach 1994–1999 pełnił służbę w 4 Brygadzie Kawalerii Pancernej, dowodząc batalionem czołgów. W 2001 został skierowany do 1 Warszawskiej Dywizji Zmechanizowanej na stanowisko zastępcy dowódcy 1 Legionowskiego batalionu dowodzenia. W latach 2002–2014 zajmował stanowiska sztabowe w Sztabie Generalnym WP, a następnie w Dowództwie Operacyjnym RSZ, w tym na stanowisku szefa Zarządu Planowania J5. W tym okresie był odpowiedzialny za planowanie użycia Polskich Kontyngentów Wojskowych w misjach i operacjach poza granicami kraju. Uczestniczył w planowaniu operacyjnym na poziomie sił zbrojnych oraz w przygotowaniu części operacyjno-taktycznej ćwiczeń zgrywających systemy walki na szczeblu strategiczno-operacyjnym, we współpracy z administracją państwową i układem pozamilitarnym, m.in. wszystkich edycji ćwiczenia „Anakonda”. W 2016 odbył praktykę w dowództwie 16 Pomorskiej Dywizji Zmechanizowanej na stanowisku szefa szkolenia dywizji oraz w 1 Brygadzie Pancernej będąc zastępcą dowódcy brygady. 9 stycznia 2017 został dowódcą 34 Brygady Kawalerii Pancernej w Żaganiu. 30 stycznia 2019 w Żaganiu w obecności dowódcy 11 Dywizji Kawalerii Pancernej gen. dyw. Stanisława Czosnka przekazał obowiązki dowódcy brygady dla szefa sztabu brygady. 
4 lutego 2019 w Rzeszowie w obecności gen. broni Jarosława Miki objął funkcję dowódcy 21 Brygady Strzelców Podhalańskich od gen. bryg. Ryszarda Pietrasa. W dniach 4-12 kwietnia 2019 na obiektach Ośrodka Szkolenia Górskiego (OSG) Trzcianiec i Ośrodka Szkolenia Poligonowego Wojsk Lądowych Nowa Dęba był organizatorem międzynarodowego ćwiczenia 21 BSP „Lampart-19” w procesie certyfikacji do działania w dyżurze bojowym jako szpica NATO. W dniach 15–25 czerwca 2019 uczestniczył jako dowódca 21 BSP w ćwiczeniu „Dragon-19” będąc w składzie Dowództwa Brygady VJTF, wchodzącej w skład zestawu Sił Odpowiedzi NATO 2020. 25 czerwca 2019 na zakończenie ćwiczenia „Dragon-19” został mianowany w Orzyszu przez prezydenta RP Andrzeja Dudę na stopień generała brygady. W 2020 dowodził ramową brygadą Sił Bardzo Szybkiego Reagowania NATO (VJTF – Very High Joint Task Force). Podczas dowodzenia na stanowisku dowódcy 21 BSP, dwa pododdziały podległe brygadzie zostały uhonorowane tytułem „Przodującego Pododdziału Wojsk Lądowych”, natomiast brygada została odznaczona tytułem „Przodującego Oddziału Wojska Polskiego”. W dniach 20-21 sierpnia 2022 był w delegacji Wojska Polskiego, która uczestniczyła w uroczystościach na wzgórzu 262 w Mont-Ormel we Francji z okazji 78 rocznicy walk 1 Polskiej Dywizji Pancernej (1 PDP). 21 października 2022 w Warszawie minister obrony narodowej Mariusza Błaszczaka wyznaczył go na zastępcę dowódcy 18 Dywizji Zmechanizowanej z dniem objęcia stanowiska 24 października 2022. 

## Awanse
- podporucznik – 1990[13]

(...)
- generał brygady – 25 czerwca 2019[8][14]

## Ordery, odznaczenia i wyróżnienia

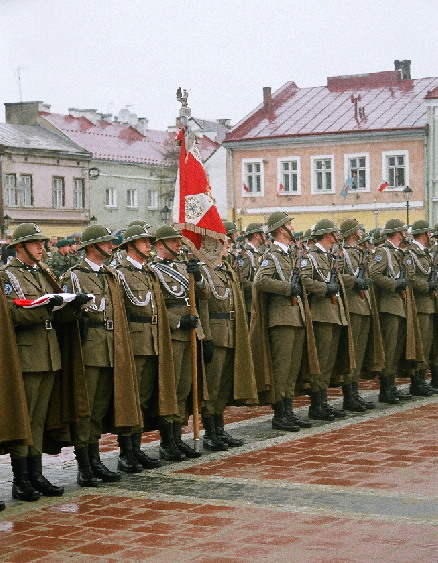
W 2019 był dowódcą 21 BSP

W ponad 35 letniej służbie wojskowej był wyróżniany i odznaczany:
- Złoty Krzyż Zasługi – 2023[1]
- Brązowy Krzyż Zasługi – 2002[16]
- Srebrny Medal za Długoletnią Służbę
- Srebrny Medal „Siły Zbrojne w Służbie Ojczyzny”
- Złoty Medal „Za zasługi dla obronności kraju”
- Medal „Pro Patria” – 2021[17]
- Buzdygan Honorowy – 25 czerwca 2019[8]
- Kordzik Honorowy SZ WP – 2018[18]
- Odznaka pamiątkowa 34 Brygady Kawalerii Pancernej – 2017 (ex officio)
- Odznaka pamiątkowa 21 Brygady Strzelców Podhalańskich – 2019 (ex officio)
- Odznaka pamiątkowa 18 Dywizji Zmechanizowanej – 2022 (ex officio)
- Odznaka pamiątkowa 18 batalionu dowodzenia[19]